# Nonaka Miki
Nonaka Miki (野中美希; Sizuoka, 1999. október 7.–) japán énekesnő és táncosnő. A Morning Musume lányegyüttes 12. generációs tagja.

## Élete
Nonaka Miki 1999. október 7-én született Sizuokában, Japánban. Nyolc évig az Egyesült Államokban élt.
2014. június 22-én Ogata Haruna, Makino Maria és Haga Akane mellett 12. generációs tagként csatlakozott a Morning Musuméhez.
2015. január 4-én a Morning Musume 12. generációs tagjai rádióműsort indítottak az FM FUJI csatornán.
Október 7-én születésnapi koncertet tartott.
2017. február 14-én bejelentette, hogy szerepelni fog az Otona e Novel című dráma egyik epizódjában.

## Filmográfia

### Színház
- [2015] TRIANGLE
- [2016] Zoku 11nin Iru! Higashi no Chihei, Nishi no Towa
- [2017] Pharaoh no Haka
- [2018] Pharaoh no Haka ~Hebi Ou Sneferu~

### TV-műsorok
- [2014–2019] The Girls Live
- [2016] ch223 music pinkiss ~Ponyo Trio Nihon Ichi no Sotsugyou Ryokou!?~ (ch223 music pinkiss 2016 ～ポニョトリオ 日本一の卒業旅行!?～)
- [2019–2020] AI・DOL PROJECT (AI・DOL プロジェクト)
- [2019–2020] Hello Pro! TOKYO Sanpo (ハロプロ!TOKYO散歩)
- [2020] Hello! Project presents... "Solo Fes!"
- [2021] Hello! Project presents... "Solo Fes! 2"
- [2017.02.23] Otona e Novel (オトナヘノベル)

## Publikációk
- [2016.09.24] Nonaka Miki Mini Photobook "Greeting -Photobook-"
- [2021.01.15] To be myself